# Phaethornis griseogularis
El ermitaño barbigrís (en Ecuador y Colombia) (Phaethornis griseogularis), también denominado ermitañito barbigrís (en Venezuela), ermitaño chico de pico corto, ermitaño de barbilla gris (en Perú) o ermitaño gorgigrís (en Colombia), es una especie de ave apodiforme de la familia Trochilidae, perteneciente al numeroso género Phaethornis. Algunos autores sostienen que se trata de dos especies separadas. Es nativo de América del Sur en regiones andinas del noroeste y de los tepuyes del centro norte.

## Distribución y hábitat
Se distribuye a lo largo de los Andes desde el noroeste de Venezuela, por la pendiente oriental de los Andes orientales de Colombia, este de Ecuador hasta el norte de Perú; en el suroeste de Ecuador y noroeste de Perú, a occidente de los Andes; y en el sur y sureste de Venezuela y adyacente norte de Brasil en varios tepuyes aislados.
Esta especie es considerada en general bastante común en sus hábitats naturales: las subespecies griseogularis/zonura en el sotobosque y los bordes de selvas húmedas pre-montanas y bosques nubosos montanos bajos, crecimientos secundarios densos, también en bosques en galería; la subespecie zonura prefiere bosque tropicales más secos. Principalmente entre 600 y 1800 m de altitud.
La subespecie porcullae prefiere remanentes de bosques húmedos dentro de bosques estacionalmente secos. En altitudes entre 400 y 1600 m en el noroeste de Perú y entre 900 y 2000 m en el suroeste de Ecuador.

## Sistemática

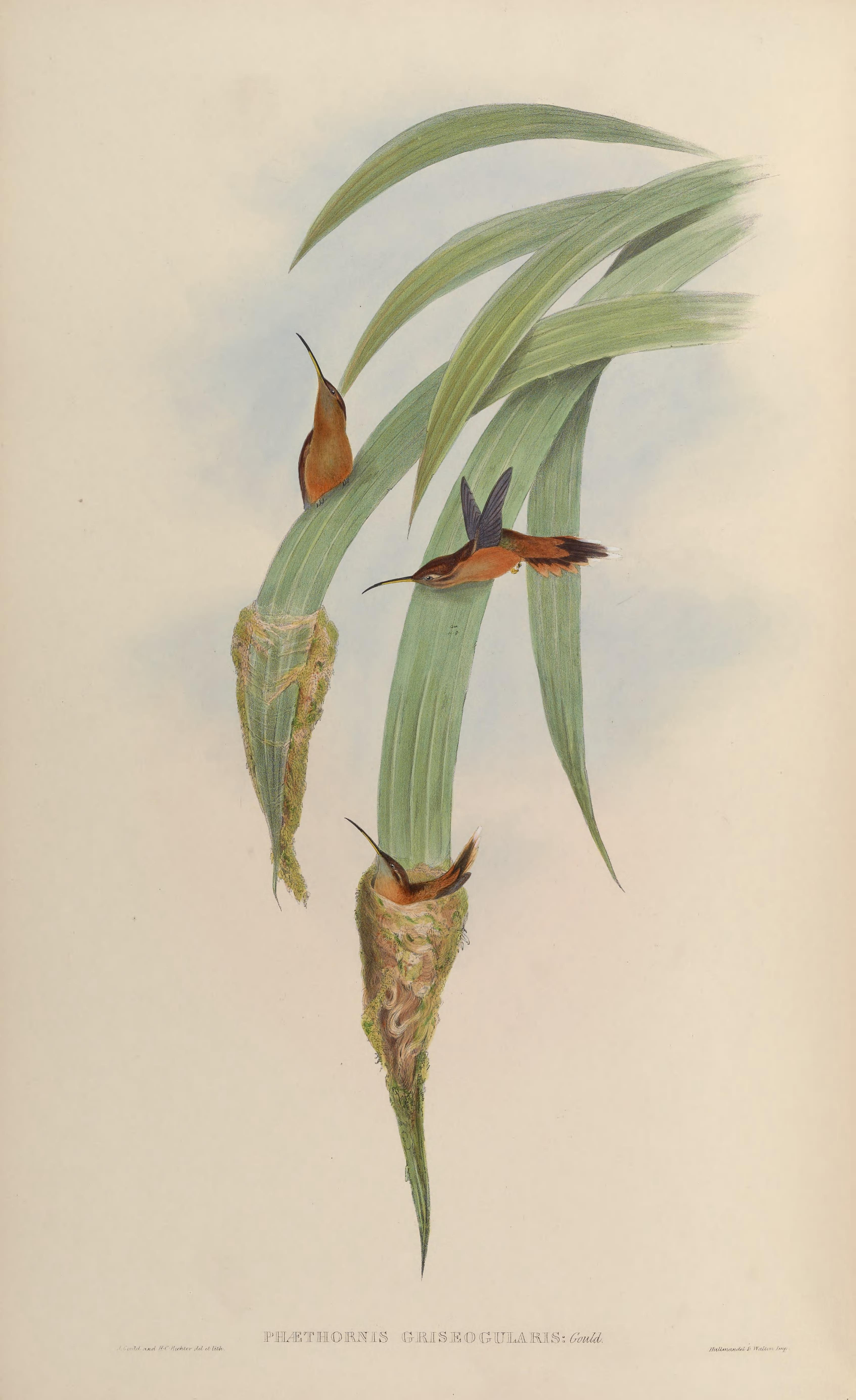
Phaethornis griseogularis, ilustración de Gould y Richter en A monograph of the Trochilidae, or family of humming-birds vol. 1, 1861.

### Descripción original
La especie P. griseogularis fue descrita por primera vez por el ornitólogo británico John Gould en 1851 bajo el mismo nombre científico; su localidad tipo es: «Colombia».

### Etimología
El nombre genérico masculino «Phaethornis» se compone de las palabras del griego «phaethōn» que significa ‘sol’ y «ornis» que significa ‘pájaro’; y el nombre de la especie «griseogularis», se compone de las palabras del latín «griseus» que significa ‘gris’, y «gularis» que significa ‘de garganta’.

### Taxonomía
Así como otros ermitaños pequeños, ya fue colocada en un género Pygmornis. Los caracteres morfológicos indican un parentesco cercano con Phaethornis striigularis.
La subespecie P. griseogularis porcullae, del occidente de los Andes del suroeste de Ecuador y extremo noroeste de Perú, es separada como especie plena, el ermitaño de Porculla Phaethornis porcullae,  por Aves del Mundo (HBW) y Birdlife International (BLI) con base en las diferencias morfológicas. La forma descrita P. griseogularis apheles Heine Jr., 1884, se considera sinónimo de zonura.

### Subespecies
Según las clasificaciones del Congreso Ornitológico Internacional (IOC)  y Clements Checklist/eBird  se reconocen tres subespecies, con su correspondiente distribución geográfica:
- Grupo monotípico porcullae:
  - Phaethornis griseogularis porcullae Carriker, 1935 – montañas andinas occidentales en el suroeste de Ecuador (Loja) y noroeste de Perú (Tumbes, Piura y Lambayeque).

- Grupo politípico griseogularis:
  - Phaethornis griseogularis griseogularis Gould, 1851 – occidente de los Andes en Colombia; al este de los Andes desde el noroeste de Venezuela, Colombia, al sur hasta el norte de Perú (San Martín); sur y sureste de Venezuela y adyacente norte de Brasil (en varias montañas aisladas).
  - Phaethornis griseogularis zonura Gould, 1860 – norte de Perú (valle del Marañón en el este de Cajamarca y adyacente Amazonas).